# 奥村
奥村（法語：Oô，法語發音：[o]）是法国上加龙省的一个市镇，属于圣戈当区。

## 地理
奥村（42°47'50"N, 0°30'23"E）面积32.53 平方千米，位于法国奧克西塔尼大區上加龙省，该省份为法国西南部内陆省份，西南端与西班牙接壤，自此顺时针与上比利牛斯省、热尔省、塔恩-加龙省、塔恩省、奥德省和阿列日省接壤。
与奥村接壤的市镇（或旧市镇、城区）包括：加兰、热尔姆、卡佐德拉尔布斯、古奥德拉尔布斯、卢当维耶勒。

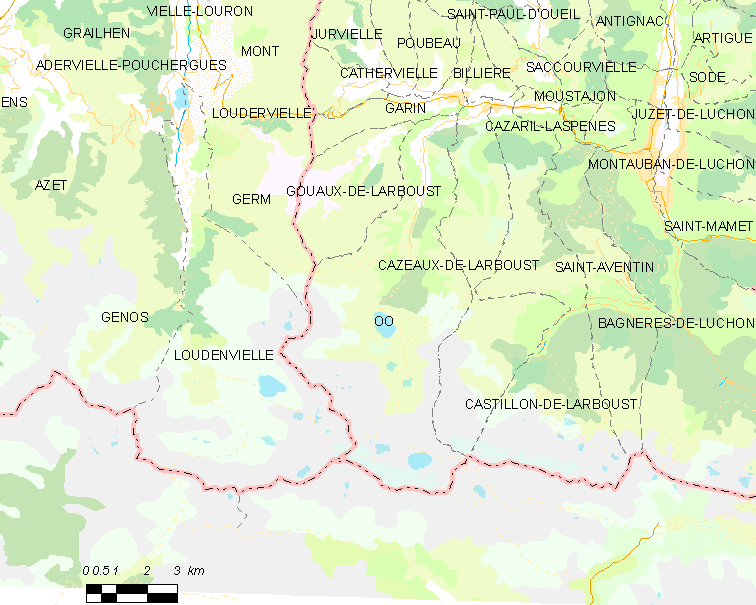
奥村的OSM定位图

奥村的时区为UTC+01:00、UTC+02:00（夏令时）。

## 行政
奥村的邮政编码为31110，INSEE市镇编码为31404。

## 政治
奥村所属的省级选区为巴涅尔德吕雄县。

## 人口

1962-2008年间奥村人口变化图示

奥村于2022年1月1日时的人口数量为103人。